# Сисертський міський округ
Сисе́ртський міський округ (рос. Сысертский городской округ) — адміністративна одиниця Свердловської області Російської Федерації.
Адміністративний центр — місто Сисерть.

## Населення
Населення міського округу становить 62095 осіб (2018; 60245 у 2010, 60960 у 2002).

## Склад
До складу міського округу входять 38 населених пунктів, які утворюють 9 територіальних відділів адміністрації:
| Населений пункт                          | Населення, осіб (2002) | Населення, осіб (2010) |
| ---------------------------------------- | ---------------------- | ---------------------- |
| Бобровський територіальний відділ        |                        |                        |
| Бобровський, селище                      | 5285                   | 5247                   |
| В'юхіно, селище                          | 61                     | 162                    |
| Колос, селище                            | 161                    | 159                    |
| Великоістоцький територіальний відділ    |                        |                        |
| Великий Істок, селище                    | 6729                   | 7281                   |
| Верхньосисертський територіальний відділ |                        |                        |
| Верхня Сисерть, селище                   | 1134                   | 1138                   |
| Каменка, селище                          | 631                    | 587                    |
| Луч, селище                              | 171                    | 140                    |
| Дворіченський територіальний відділ      |                        |                        |
| Дворіченськ, селище                      | 5206                   | 4935                   |
| Ключі, присілок                          | 329                    | 327                    |
| Фомино, село                             | 110                    | 94                     |
| Кашинський територіальний відділ         |                        |                        |
| Кадниково, село                          | 306                    | 279                    |
| Кашино, село                             | 1993                   | 2199                   |
| Токарево, присілок                       | 104                    | 171                    |
| Черданцево, село                         | 509                    | 586                    |
| Октябрський територіальний відділ        |                        |                        |
| Октябрський, селище                      | 2534                   | 2772                   |
| Ольховка, присілок                       | 18                     | 7                      |
| Первомайський, селище                    | 715                    | 830                    |
| Шайдурово, присілок                      | 160                    | 168                    |
| Патрушівський територіальний відділ      |                        |                        |
| Велике Седельниково, присілок            | 1936                   | 1965                   |
| Бородуліно, село                         | 1113                   | 1274                   |
| Мале Седельниково, присілок              | 19                     | 61                     |
| Патруші, село                            | 2857                   | 3274                   |
| Польовий, селище                         | 89                     | 84                     |
| Південний територіальний відділ          |                        |                        |
| Абрамовське, село                        | 257                    | 216                    |
| Аверінське, село                         | 501                    | 448                    |
| Андрієвка, присілок                      | 46                     | 37                     |
| Верхня Бойовка, присілок                 | 243                    | 233                    |
| Космакова, присілок                      | 93                     | 85                     |
| Лічебний, селище                         | 22                     | 17                     |
| Нікольське, село                         | 1083                   | 931                    |
| Новоіпатово, село                        | 685                    | 607                    |
| Поляна, селище                           | 33                     | 24                     |
| Щолкун, село                             | 3095                   | 2938                   |
| Сисертський територіальний відділ        |                        |                        |
| Асбест, селище                           | 347                    | 351                    |
| Габієвський, селище                      | 19                     | 11                     |
| Сисерть, місто                           | 22152                  | 20465                  |
| Трактовський, селище                     | 28                     | 20                     |
| Школьний, селище                         | 186                    | 122                    |

## Найбільші населені пункти
| №  | Населений пункт     | Населення, осіб (2002) | Населення, осіб (2010) |
| -- | ------------------- | ---------------------- | ---------------------- |
| 1  | Сисерть             | 22 152                 | 20 465                 |
| 2  | Великий Істок       | 6 729                  | 7 281                  |
| 3  | Бобровський         | 5 285                  | 5 247                  |
| 4  | Дворіченськ         | 5 206                  | 4 935                  |
| 5  | Патруші             | 2 857                  | 3 274                  |
| 6  | Щолкун              | 3 095                  | 2 938                  |
| 7  | Октябрський         | 2 534                  | 2 772                  |
| 8  | Кашино              | 1 993                  | 2 199                  |
| 9  | Велике Седельниково | 1 936                  | 1 965                  |
| 10 | Бородуліно          | 1 113                  | 1 274                  |
| 11 | Верхня Сисерть      | 1 134                  | 1 138                  |